# Sathria internitalis
Sathria internitalis is een vlinder uit de familie van de grasmotten (Crambidae), uit de onderfamilie van de Spilomelinae. De wetenschappelijke naam van de soort is voor het eerst gepubliceerd in 1854 door Achille Guenée.
De soort komt voor in Cuba, Haiti, de Dominicaanse Republiek en Nicaragua.